# Global Network Navigator
Der Global Network Navigator (GNN) war das allererste Web-Portal, in dem Inhalte zusammengefasst wurden. Später war es sowohl die erste kommerzielle Website als auch die erste Website, auf der „anklickbare“ Werbung geschaltet wurde (heute bekannt als Werbebanner). Die erste Internetwerbung überhaupt wurde von GNN an die Anwaltskanzlei Heller, Ehrman, White and McAuliffe verkauft und linkte auf die Seite www.hewm.com/en/index.html.

## Geschichte
GNN wurde im Mai 1993 von Tim O’Reilly und Dale Dougherty vom O’Reilly Media (ursprünglich O’Reilly & Associates) zu einer Zeit gegründet, als es weltweit weniger als 500 Webseiten gab. Im August 1993 wurde der Dienst auf der InterOp in San Francisco gestartet. GNN sah sich als „a new experiment in online publishing“ (dt. etwa: ein neues Experiment im Bereich der Internetveröffentlichung). Potentielle Kunden wurden darauf hingewiesen, dass eine Internetverbindung, ein Webbrowser und die Internetadresse von GNN beziehungsweise eine lokale Kopie der GNN Website benötigt wurden.
1995 wurde GNN an America Online (AOL) verkauft.

## Angebot
Das kostenlose Angebot der Seite war in fünf Gebiete eingeteilt:
- GNN News
- GNN Magazine
- The Online Whole Internet Catalog
- The GNN Marketplace
- Navigator's Forum

Der Online Whole Internet Catalog, der einen Vorläufer der späteren Webverzeichnissen darstellt, war wiederum in 10 Gebiete unterteilt:
- The Internet
- Current Affairs
- Science
- Technology
- Humanities
- Arts
- Libraries, Reference & Education
- Government and politics
- Business
- Work and Play

Zu dieser Zeit stellte der Online Whole Internet Catalog eine bedeutende Neuerung dar, wie aus der offiziellen Pressemitteilung zur Ankündigung von GNN hervorgeht: „… subscribers can not only read about these subjects, they can actually connect to them with the click of a button.“ (dt. etwa: „angemeldete Benutzer können nicht nur über diese Themen lesen, sie können sich über einen Buttonklick auch mit diesen verbinden“.)

## Bedeutung
Unter anderem sponserte GNN auch die „Best of the Web Awards“, die jährlich in San Francisco abgehalten wurden.